# Rachaidib
Rachaidib fue un alquimista árabe, llamado el filósofo del rey de los persas que vivió a principios del siglo XIII.
Es principalmente conocido por un trabajo alegórico que trata del análisis químico y que es sumamente interesante para la historia de los orígenes de la ciencia. Durante mucho tiempo no se supo quién era el autor de la Alegoría de Merlín, que con este nombre es conocido el tratado en cuestión, pero descubrimientos anteriores permiten atribir su paternidad de un modo indudable a Rachaidib. 
El texto latino de la Alegoría de Merlín se encuentra en la colección titulada Gineceo químico, en la colección de Gratalore, en la Biblioteca química de Mangeti y en el Teatro químico británico de Ashmole. Además en la colección titulada Fragmentos debidos á Rachaidib, Veradiam, Codiano y Kanido, filósofos del rey de los persas, en que tratan ingeniosamente de la materia de la piedra filosofal, se encuentra otro trabajo de Rachaidib acerca de la conversión de los metales en oro por medio de la tintura de azafrán.